# Jessore
Jessore è una città del Bangladesh appartenente alla divisione di Khulna, nel Bangladesh sud-occidentale. È situata sul fiume Bhairab, un effluente del vasto delta del Padma (Gange)-Jamuna (Brahmaputra).
Secondo la tradizione, il suo nome sarebbe una corruzione di yashohara («che priva della gloria»), in quanto si dice che essa abbia privato di importanza Gaur, capitale del regno del Bengala nel XVII secolo. Tra gli antichi edifici che essa ospita vi sono il Rajbari di Chanchra e i santuari dei santi musulmani Bahram Shah e Gharib Shah. Istituita come municipalità nel 1864, Jessore ospita uno stadio, una biblioteca e quattro college governativi affiliati all'università di Rajshahi.
La regione circostante occupa la porzione centrale del delta del Gange tra gli estuari dell'Hugli (Hooghly; in India) e del Meghna. Consiste in una piana alluvionale intersecata da corsi d'acqua che verso sud si allargano nelle vaste paludi delle Sundarbans. I principali prodotti di questa regione sono riso, canna da zucchero e datteri.